# Capitan Fathom
Capitan Fathom è un cartone animato prodotto dai Cambria Studios (la stessa ditta di Clutch Cargo e Space Angel) dal 1964 al 1965. In Italia è giunto in Tv grazie alla AB International Export con il titolo di Captain Fathom. Si ritrovano anche Master TV con il titolo di Avventure negli abissi.
La serie è stata realizzata con le stesse tecniche alla base di Clutch Cargo e Pattuglia Spaziale (Space Angels).

## Personaggi
- Capitan Fathom
- Ronnie
- Scott

## Episodi
1. A costo della vita
2. Il cargo del mistero
3. (Mission: Thunder Fire Island)
4. (One for the Money, One for the Show)
5. (The Ice Trap)
6. (Wanted Dead or Alive)
7. (The Light That Wailed)
8. (The Underseas Land Grab)
9. (The Shrieking Mountain)
10. (Find a Hidden Prize)
11. (The Pirates of Global Island)
12. (Pursuit of the Dinopisces)
13. Il giardino incantato
14. (Rustlers of the Sea Range)
15. Viaggio nella preistoria
16. (The Baron of Shark Island)
17. (Ghost Ship)
18. (The Whale and W.P.)
19. La montagna di luce
20. (Xerog)
21. (Project Meec)
22. (Phantom of Port Royal)
23. (Seldom Seem Sea Serpent)
24. (Deep Marauder)
25. L'U2 non si arrende
26. Incidente Internazionale